# Oblężenie Barbastro
Oblężenie Barbastro, znane w historiografii także jako Wojna o Barbastro – jeden z epizodów hiszpańskiej rekonkwisty. W wyprawie, cieszącej się oficjalnym błogosławieństwem papieża Aleksandra II, wzięli udział rycerze z wielu krajów chrześcijańskiej Europy. Ekspedycja miała na celu wspomóc iberyjskich chrześcijan w ich walce z Maurami o miasto Barbastro, leżące w północno-wschodniej części współczesnej Hiszpanii. Walki z 1063 roku zakończyły się wprawdzie zdecydowaną klęską muzułmanów, ale już w 1065 roku udało im się odzyskać utraconą twierdzę. Z punktu widzenia strategicznego wyprawa nie zmieniła zbytnio układu sił na półwyspie Iberyjskim, ale wydarzenie to, zdaniem wielu historyków, jest interesujące jako zapowiadające krucjaty.

## Wyprawa
Papież Aleksander II nawoływał do wzięcia udziału w wojnie toczonej z muzułmanami na półwyspie Iberyjskim, głosząc iż pomoc, także militarna, współwyznawcom jest "chrześcijańskim obowiązkiem" europejskiego rycerstwa. Nawoływania te spotkały się z silnym odzewem zwłaszcza we Francji, w Burgundii i Langwedocji. Entuzjastą wyprawy był Hugon z Cluny, opat słynnego opactwa w Cluny, który cieszył się dużym autorytetem wśród rycerstwa francuskiego i burgundzkiego. W wyprawie, według słów kronikarza Amatusa z Monte Cassino, wzięło udział "całe mnóstwo rycerzy i wielkich panów z Francji i Burgundii. Do tych sił dołączył jeszcze kontyngent z Państwa Kościelnego, złożony głównie z italskich Normanów z Williamem z Montreuil na czele. Wyprawa ruszyła w 1063 roku, ale Pireneje przekroczyła na początku 1064 roku. Na półwyspie Iberyjskim, "krzyżowcy" połączyli się z siłami księstwa Katalonii i królestwa Aragonii. Dowódcami wyprawy byli: król Aragonii Sancho Ramirez i książę Akwitanii Wilhelm VIII.
Silna armia chrześcijańska pomaszerowała na południe, przechodząc przez Graus, w kierunku Barbastro, znajdującego się pod kontrolą emira Lleidy. Miasto, które nie otrzymało posiłków na czas, nie stawiało zbyt długo oporu i szybko padło. Zdobywcy nie okazali litości mieszkańcom, Barbastro zostało złupione a wielu jego mieszkańców zginęło w czasie szturmu

## Następstwa
Po zwycięstwie większość rycerzy zachodnioeuropejskich powróciło wraz z bogatymi łupami w rodzime strony a Barbastro przypadło Armengolowi III z Urgell. Jednakże już rok później muzułmanie odzyskali miasto masakrując przy tym słaby garnizon. Zdobycie Barbastro nie zmieniło zbytnio układu sił na półwyspie Iberyjskim. Miało jednak duże znaczenie dla dziejów całej Europy Zachodniej. Już wówczas można bowiem zaobserwować kształtujący się wzorzec rycerza- wojownika za wiarę i sakralizację wojny, jako narzędzia rozprzestrzeniania chrześcijaństwa. Opowieści o przygodach i bogactwa, które przywieźli ze sobą w rodzime strony uczestnicy wyprawy były jednym z czynników który rozpropagował ideę walki zbrojnej za wiarę wśród rycerstwa francuskiego. Być może wydarzenie to było jednym z powodów dla którego późniejsze o 30 lat wezwanie do wzięcia udziału w wyprawie krzyżowej spotkało się z tak szerokim odzewem ze strony francuskiego rycerstwa, zwłaszcza z południa.